# Serie A2 1998-1999 (pallacanestro femminile)
Il campionato di Serie A2 di pallacanestro femminile 1998-1999 è stato il diciannovesimo organizzato in Italia.
Con la scomparsa della Serie A2 d'Eccellenza, la seconda divisione del basket femminile italiano è organizzata su tre gironi di quattordici squadre ciascuno, per un totale di quarantadue società. Le tre vincitrici si giocano le due promozioni in Serie A1 in un girone finale a tre, in campo neutro. Le ultime sei di ogni girone retrocedono in Serie B.
Vengono promosse nella massima serie HS Penta Faenza e Ulka Alessandria.

## Stagione regolare

### Girone A
|  | Pos. | Squadra                  | Pt | G  | V  | P  | PtF  | PtS  |
|  | ---- | ------------------------ | -- | -- | -- | -- | ---- | ---- |
|  | 1.   | Ulka Alessandria         | 44 | 26 | 22 | 4  | 1668 | 1369 |
|  | 2.   | Barbieri Ferrara         | 40 | 26 | 20 | 6  | 1628 | 1434 |
|  | 3.   | Happidea Albino          | 38 | 26 | 19 | 7  | 1646 | 1368 |
|  | 4.   | Osra Thiene              | 34 | 26 | 17 | 9  | 1605 | 1437 |
|  | 5.   | Porto San Rocco Muggia   | 32 | 26 | 16 | 10 | 1578 | 1470 |
|  | 6.   | FEG Robbiano Giussano    | 30 | 26 | 15 | 11 | 1573 | 1503 |
|  | 7.   | Fanfulla Lodi            | 30 | 26 | 15 | 11 | 1599 | 1557 |
|  | 8.   | Basket Cavezzo           | 24 | 26 | 12 | 14 | 1422 | 1461 |
|  | 9.   | Valvorobica Osio Sotto   | 20 | 26 | 10 | 16 | 1391 | 1513 |
|  | 10.  | AS Sala Stampi Brescia   | 20 | 26 | 10 | 16 | 1522 | 1713 |
|  | 11.  | BC Bolzano               | 19 | 26 | 10 | 16 | 1564 | 1576 |
|  | 12.  | Pakelo San Bonifacio     | 17 | 26 | 9  | 17 | 1528 | 1608 |
|  | 13.  | Falck Sesto San Giovanni | 12 | 26 | 6  | 20 | 1436 | 1652 |
|  | 14.  | Paver Borgonovo Piacenza | 2  | 26 | 1  | 25 | 1261 | 1760 |

### Girone B
|  | Pos. | Squadra                       | Pt | G  | V  | P  | PtF  | PtS  |
|  | ---- | ----------------------------- | -- | -- | -- | -- | ---- | ---- |
|  | 1.   | HS Penta Faenza               | 42 | 26 | 21 | 5  | 1671 | 1401 |
|  | 2.   | Miss Clair Porto Sant'Elpidio | 40 | 26 | 20 | 6  | 1684 | 1440 |
|  | 3.   | Ba.Se. Livorno                | 30 | 26 | 15 | 11 | 1517 | 1422 |
|  | 4.   | Free Basket Arezzo            | 30 | 26 | 15 | 11 | 1433 | 1342 |
|  | 5.   | Named San Giovanni Valdarno   | 30 | 26 | 15 | 11 | 1512 | 1459 |
|  | 6.   | Alimenti Sardi Cagliari       | 28 | 26 | 14 | 12 | 1478 | 1478 |
|  | 7.   | San Raffaele Marino           | 26 | 26 | 13 | 13 | 1544 | 1534 |
|  | 8.   | CO.PU.RA. Ravenna             | 26 | 26 | 13 | 13 | 1427 | 1441 |
|  | 9.   | BC Valtarese 2000             | 24 | 26 | 12 | 14 | 1584 | 1522 |
|  | 10.  | Azzurra Orvieto               | 24 | 26 | 12 | 14 | 1479 | 1490 |
|  | 11.  | Blue Box Ancona               | 22 | 26 | 11 | 15 | 1511 | 1553 |
|  | 12.  | Stelle Marine Ostia           | 20 | 26 | 10 | 16 | 1612 | 1745 |
|  | 13.  | Zanders Firenze               | 14 | 26 | 7  | 19 | 1308 | 1528 |
|  | 14.  | Vini Sardegna Alghero         | 8  | 26 | 4  | 22 | 1584 | 1989 |

### Girone C
|  | Pos. | Squadra                    | Pt | G  | V  | P  | PtF  | PtS  |
|  | ---- | -------------------------- | -- | -- | -- | -- | ---- | ---- |
|  | 1.   | Vini Corvo Termini Imerese | 44 | 26 | 22 | 4  | 1867 | 1511 |
|  | 2.   | Eismann Napoli             | 38 | 26 | 19 | 7  | 1630 | 1395 |
|  | 3.   | IVPC Avellino              | 36 | 26 | 18 | 8  | 1750 | 1533 |
|  | 4.   | Kronos Catania             | 36 | 26 | 18 | 8  | 1600 | 1392 |
|  | 5.   | ILG Alcamo                 | 34 | 26 | 17 | 9  | 1649 | 1383 |
|  | 6.   | IPER Napoli Pozzuoli       | 30 | 26 | 15 | 11 | 1783 | 1521 |
|  | 7.   | Olimpia Patti              | 30 | 26 | 15 | 11 | 1590 | 1584 |
|  | 8.   | Comune di Battipaglia      | 28 | 26 | 14 | 12 | 1671 | 1628 |
|  | 9.   | Cestistica Ragusa          | 28 | 26 | 14 | 12 | 1624 | 1590 |
|  | 10.  | Verga Palermo              | 20 | 26 | 10 | 16 | 1484 | 1586 |
|  | 11.  | MG Auto Palermo            | 18 | 26 | 9  | 17 | 1453 | 1591 |
|  | 12.  | Calabra Maceri Rende       | 14 | 26 | 7  | 19 | 1538 | 1649 |
|  | 13.  | Matteotti Palermo          | 6  | 26 | 3  | 23 | 1154 | 1570 |
|  | 14.  | Olympia Reggio Calabria    | 2  | 26 | 1  | 25 | 1163 | 2023 |

## Girone finale

### Gare
| Napoli | HS Penta Faenza | 54 – 53 | Ulka Alessandria |  |

| Napoli | HS Penta Faenza | 70 – 61 | Vini Corvo Termini Im. |  |

| Napoli | Ulka Alessandria | 62 – 47 | Vini Corvo Termini Im. |  |

### Classifica
|  | Pos. | Squadra                    | Pt | G | V | P | PtF | PtS |
|  | ---- | -------------------------- | -- | - | - | - | --- | --- |
|  | 1.   | HS Penta Faenza            | 4  | 2 | 2 | 0 | 124 | 114 |
|  | 2.   | Ulka Alessandria           | 2  | 2 | 1 | 1 | 115 | 101 |
|  | 3.   | Vini Corvo Termini Imerese | 0  | 2 | 0 | 2 | 108 | 132 |

## Verdetti
- Promosse in Serie A1: HS Penta Faenza e Ulka Alessandria.
- Formazione del Penta Faenza: Simona Ballardini, Silvia Barzagli, Ania Bergami, Marisa Comelli, Laura Croce, Martina Gorini, Alessandria Graldi, Silvia Mazzoni, Francesca Modica, Simona Placci, Marina Rizzardi, Morena Trerè. Allenatore: Claudio Agresti.
- Retrocessioni in Serie B: Valvorobica Osio Sotto, AS Sala Stampi Brescia, BC Bolzano, Pakelo San Bonifacio, Falck Sesto San Giovanni, Paver Borgonovo Piacenza, BC Valtarese 2000, Azzurra Orvieto, Blue Box Ancona, Stelle Marine Ostia, Zanders Firenze, Vini Sardegna Alghero, Cestistica Ragusa, Verga Palermo, MG Auto Palermo, Calabra Maceri Rende, Matteotti Palermo, Olympia Reggio Calabria.